# Diakonisches Werk Bayern

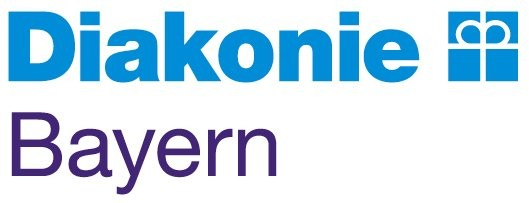
Das Logo der Diakonie Bayern

Das Diakonische Werk Bayern der Evangelisch-Lutherischen Kirche in Bayern e.V. ist für die soziale Arbeit der Evangelisch-Lutherischen Kirche in Bayern zuständig. Als zweitgrößter Wohlfahrtsverband in Bayern vertritt das Diakonische Werk Bayern die Interessen seiner Mitglieder und der ihnen anvertrauten Menschen gegenüber Politik, Gesellschaft, Medien, Öffentlichkeit, Kirche sowie anderen gesellschaftlichen Akteuren.

## Zahlen und Fakten
Unter dem Kronenkreuz arbeiten in Bayern über 96.000 Menschen (Stand: Ende 2021) hauptberuflich und ca. 20.000 Menschen ehrenamtlich in mehr als 3.000 Einrichtungen. Das Diakonische Werk Bayern der Evangelisch-Lutherischen Kirche in Bayern e.V. mit Sitz in Nürnberg (und einer Außenstelle in München) ist damit der zweitgrößte Wohlfahrtsverband in Bayern nach der Caritas und bildet mit ihr sowie den vier anderen Verbänden der Freien Wohlfahrtspflege in Bayern die Landesarbeitsgemeinschaft der Freien Wohlfahrtspflege in Bayern (LAGFW). Zu den über 1.300 Mitgliedern gehören unter anderem Kirchengemeinden, Träger der Kinder-, Jugend-, Behinderten- und Altenhilfe und verschiedener Beratungsdienste. Dabei handelt es sich um große diakonische Träger wie Diakoneo (das frühere Diakoniewerk Neuendettelsau), die Rummelsberger Diakonie (früher Rummelsberger Anstalten), die Diakonie Hochfranken, die Augsburger Diakonissenanstalt oder die Innere Mission München, die mit mehreren Tausend Mitarbeitenden oft zu den größten Arbeitgebern in der jeweiligen Region zählen, aber auch um kleine Diakonievereine mit nur wenigen Mitarbeitenden. Zu den bekanntesten Arbeitsbereichen der Diakonie in Bayern gehören die Telefonseelsorge, die Bahnhofsmission sowie der Bundesfreiwilligendienst. Aufgrund der steigenden Flüchtlingszahlen der vergangenen Jahre hat dieses Arbeitsfeld bei Einrichtungen und Dienste der Diakone Bayern enorm an Bedeutung gewonnen. So haben sich die Plätze der Jugendhilfe, in der unbegleitetene Minderjährige (UMs) bzw. unbegleitete minderjährige Flüchtlinge (UMFs) betreut werden, in den Jahren 2014–2016 mehr als verdoppelt.
Im Auftrag der Evangelisch-Lutherischen Kirche führt das Diakonische Werk Bayern die jährliche Aktion „Brot für die Welt“ in Bayern durch. Außerdem gibt es große Sammlungen im Frühjahr und im Herbst zur Finanzierung der Vereinszwecke.
Während sich das Diakonische Werk Bayern aus Mitgliedsbeiträgen sowie Mitteln der Landeskirche und der öffentlichen Hand finanziert, werden die Träger und Einrichtungen der Diakonie Bayern vorrangig von den Kostenträgern (etwa den überörtlichen Sozialhilfeträgern) und den Kassen finanziert. Die Diakonie in Bayern handelt damit auf Grundlage des Subsidiaritätsprinzips. Grundlegend für das Verhältnis zur Evangelisch-Lutherischen Kirche in Bayern ist das Diakoniegesetz, das 2006 auf der Diakoniesynode in Bad Alexandersbad verabschiedet wurde.

## Arbeitsbereiche
Unter dem Dach der Diakonie in Bayern finden sich über 100 verschiedene Arbeitsbereiche. Sie reichen von Angeboten für alte Menschen bis zum Zivildienst. Zu den wichtigsten gehören:
1. Altenhilfe (z. B. Altenpflegeheime, Begegnungsstätten)
2. Arbeit und Arbeitslosigkeit (z. B. Beschäftigungsunternehmen, Jugendarbeitshilfe)
3. Aus- und Fortbildung von Mitarbeitern
4. Begleitung und Förderung junger Menschen im Bundesfreiwilligendienst und Freiwilligen sozialen Jahr (nach Aussetzung der Wehrpflicht und in der Folge auch des Zivildienstes)
5. Hilfen für Menschen mit Behinderung(z. B. Beratungsstellen, Schulen, Ausbildung und Eingliederung, Wohnangebote)
6. Familienhilfe (z. B. Frauenhäuser, Beratungsstellen für Ehe-, Familien- und Lebensfragen und Schwangerschaftskonflikte)
7. Hilfe in besonderen sozialen Schwierigkeiten (z. B. Wohnungslosenhilfe, Strafentlassenenbetreuung, Bahnhofsmission)
8. Gesundheit, Krankenhäuser, Hospizarbeit
9. Jugendhilfe (z. B. stationäre, teilstationäre und ambulante Kinder- und Jugendhilfe, Kindergärten, Kinder- und Jugendsozialarbeit)
10. Krankenpflege (Diakonie-Sozialstationen)
11. Migration (z. B. Beratung für Migranten, Asylbewerber, Flüchtlinge, Aussiedler, Auswanderer)
12. Psychiatrie
13. Suchtkrankenhilfe (Beratungsstellen, Fachkliniken und Rehabilitation)
14. Telefonseelsorge

## Aufbau, Struktur, Aufgabe
Die Diakonie in Bayern ist als Verband mit der Geschäftsstelle in Nürnberg organisiert. Laut Satzung wählen die 1.300 Mitglieder des Diakonischen Werkes Bayern e.V. den „Diakonischen Rat“, das Aufsichtsorgan des Verbandes. Der Diakonische Rat beruft den Präsidenten (in anderen diakonischen Landesverbänden „Landespfarrer“) sowie die bis zu fünf weiteren Vorstandsmitglieder. Neben der Leitung ihrer jeweiligen Fachabteilungen in der Geschäftsstelle obliegt dem Vorstand laut Satzung auch die Aufsicht gegenüber den angeschlossenen Rechtsträgern.
Das Diakonische Werk seinerseits ist wiederum Mitglied im Bundesverband der Diakonie, dem „Evangelischen Werk für Diakonie und Entwicklung“.
Laut Satzung „koordiniert und fördert es die diakonische Arbeit ... in Bayern.“ Es „vertritt die diakonische Arbeit und die in ihm zusammengeschlossenen Rechtsträger“ gegenüber Kirche, Politik, den Kostenträgern, den Medien und anderen. Als Landesverband unterhält das Diakonische Werk Bayern selbst keine eigenen Einrichtungen – anders als andere diakonische Landesverbände.

## Biblische Grundlage
„Die Diakonie ist Lebens- und Wesensäußerung von Kirche“. So formuliert es das Diakoniegesetz der Evangelisch-Lutherischen Kirche in Bayern. Nach evangelischem Verständnis ist die Diakonie damit ebenso wenig ohne Kirche denkbar wie Kirche ohne Diakonie.
Die Diakonie beruft sich in ihrem Handeln grundsätzlich auf den Gedanken der Gottesebenbildlichkeit des Menschen, wie sie im Schöpfungsbericht formuliert ist (Gen 1,27). Daraus folgt der Einsatz für den Nächsten, konkret für den „Schwachen“. Deutlich wird dies in verschiedenen Psalmen, etwa Psalm 82,3, aber auch bei den Propheten. Neben Jesaja (57, 15) ist hier insbesondere Amos (4,1; 8;4) zu nennen. Auch im Pentateuch finden sich deutlich Bezüge, so in Leviticus 19 und in Deuteronomium 24.
Zentral für das diakonische Selbstverständnis ist im Neuen Testament das Gleichnis vom Barmherzigen Samariter (Lukas 10,30). Dabei steht der Samariter, der den unter die Räuber Gefallenen pflegt, nicht nur für das spontane helfende diakonische Handeln. Gleichzeitig wird darin auch die Bereitschaft zur Professionalität und für den Zusammenhang zwischen Hilfeleistungen und damit verbundenen Kosten sichtbar, wenn der Kranke einem Wirt zur Pflege gegen Bezahlung übergeben wird. In Matthäus 23 wird deutlich, dass gerade das Engagement für soziale Gerechtigkeit, für Arme und Kranke sowie für die bereits im Alten Testament genannten „Witwen und Waisen“ nach Jesu Auffassung zwingende Konsequenzen des Gottesglaubens sind.
In der urchristlichen Gemeinde Jerusalems lässt sich die Diakonie ebenfalls nachweisen, inkl. des Amtes des Diakons. Diakonie bedeutet hier primär die Unterstützung armer und kranker Gemeindeglieder.

## Geschichte

### Überblick
Entstanden ist die Diakonie im 19. Jahrhundert als Antwort auf die sozialen Folgen der Industrialisierung. 1848 entstand, auf Anregung des Hamburger Pfarrers Johann Hinrich Wichern, die „Innere Mission“. Er wollte damit ein Instrument zur Bekämpfung von Armut und Verelendung in den Großstädten schaffen. Wichern zählt heute zusammen mit dem fränkischen Pfarrer Wilhelm Löhe zu den Gründervätern der Diakonie in Deutschland, und bis heute führen sowohl der Landesverband der bayerischen Diakonie als auch einige Träger den Begriff „Innere Mission“ in ihrem Namen.
Im Zentrum diakonischen Handelns standen am Anfang Menschen mit Behinderung sowie Kinder und Jugendliche. 1850 entstanden in Erlangen, Hof, Martinsberg und anderen Städten Bayerns die ersten diakonischen Einrichtungen. 1854 gründet Wilhelm Löhe in der Nähe von Ansbach das Diakoniewerk Neuendettelsau, das bis heute zu den großen diakonischen Trägern in Bayern gehört. Mit der Diakonisse entstand zudem ein Beruf, aus der Berufung wird eine Profession. Die Diakonissen prägten das Bild der Diakonie über viele Jahrzehnte hinweg.
1890 wird in Nürnberg die „Landesdiakonenanstalt“ gegründet, die heutigen „Rummelsberger Anstalten“. Mit dem Diakon entsteht hier das männliche Gegenstück zur Diakonisse. Im „Dritten Reich“ unterstellen sich die Dienste der Inneren Mission, wie sich die diakonischen Einrichtungen damals nannten, aus Sorge vor der „Gleichschaltung“ der bayerischen Landeskirche. Allerdings: Einrichtungen der Inneren Mission lassen teilweise auch das Euthanasie-Programm der Nationalsozialisten und das Ermorden „ihrer“ Behinderten zu.
Um die Nöte in den Zeiten nach dem Zweiten Weltkrieg zu lindern, gründet die Evangelische Kirche in Deutschland (EKD) 1945 das „Evangelische Hilfswerk“. 13 Jahre später, 1958, verbinden sich Hilfswerk und Innere Mission zum Diakonischen Werk – zunächst übergreifend als Diakonisches Werk der Evangelischen Kirche in Deutschland, später als einzelne Landesverbände – so auch das Diakonische Werk Bayern.

### Die Erweckungsbewegung
Verschiedene Strömungen prägen die evangelische Kirche zu Beginn des 19. Jahrhunderts: Entscheidend für die Geschichte der Diakonie ist die Erweckungsbewegung. Männer wie August Hermann Francke (1663–1727) oder Philip Jacob Spener (1760–1825) wollen die biblische Botschaft wieder zum Leben erwecken und fordern die Menschen in Deutschland zu einer eindeutigen Entscheidung für ihren Glauben heraus. Das Wort der Predigt soll wieder von allen verstanden werden, und jeder soll seine Entscheidung für Gott treffen. Aus dieser Bewegung kommen jene Frauen und Männer, die sich karitativ betätigen. Zwar hat für sie die religiöse Erneuerung Vorrang vor karitativem Handeln, aber auch durch Wohltätigkeit wird versucht, die Menschen für das Evangelium zurückzugewinnen. Dieses Gedankengut prägt das sozial-karitative Konzept der Erweckungsbewegung. Und noch etwas verändert sich: Die Not der Menschen wird nicht mehr nur als persönliches, von Gott gegebenes Schicksal gesehen, sondern auch auf Gründe wie fehlende Arbeitsmöglichkeiten und mangelnde Lebensperspektiven zurückgeführt.
In der Folge wendet sich die Aufmerksamkeit auch neuen Personengruppen zu: Kindern und Jugendlichen, Waisen oder Menschen mit Behinderung, Kranke, Arme und sozial Schwache. Es ist darum nicht verwunderlich, dass gerade die „Rettungshausbewegung“ – Rettungshäuser nehmen Waisen und Jugendliche ohne familiäre Bindung auf – den Beginn der diakonischen Arbeit markiert. Wegbereiter der Rettungshausbewegung sind Christian Heinrich Zeller (1779–1860), der im badischen Beuggen 1820 ein erstes Rettungshaus gründet, und Johannes Daniel Falk (1768–1826), der sich für heimatlose Kinder einsetzt und 1823 den Lutherhof bei Weimar aufbaut.
Ähnlich wie in den anderen deutschen Staaten gehen auch in Bayern die ersten diakonischen Einrichtungen auf die Initiative einzelner Mitglieder der Erweckungsbewegung zurück, deren bayerische Zentren Nürnberg und Erlangen sind. Dort – im evangelischen Kerngebiet Bayerns –, treffen sich erweckte Bürger und Pfarrer zu Missionskränzchen oder Glaubensversammlungen, etwa bei der „Deutschen Christenthumsgesellschaft“ in Nürnberg. In Nürnberg entsteht 1824 auch das erste bayerische Rettungshaus für Knaben. Karl Georg von Raumer, seit 1823 in Nürnberg ansässig, gründet das „Erziehungsinstitut für arme und verwahrloste Knaben“. Raumer übernimmt im gleichen Jahr auch die Leitung der einige Jahre älteren, reformpädagogischen Dittmarschen Erziehungsanstalt in Nürnberg, verliert aber wegen seiner erweckungsbewegten Erziehungsvorstellungen bis 1826 wieder sämtliche Schüler. Mit der Gründung des Erziehungsinstituts für arme und verwahrloste Knaben folgt er indes den Beispielen Zellers und Falks. Wie nah die Verbindung zu Zeller ist, zeigt die Tatsache, dass der erste Hausvater des Rettungshauses in Nürnberg von der „Freiwilligen Armenlehrer- und Armenkinderanstalt“ in Beuggen gestellt wird. Karl von Raumer erhält 1827 eine Professur für Mineralogie und Naturwissenschaften in Erlangen und setzt dort seine diakonische Arbeit fort.
Hier existiert, ebenfalls seit 1824, eine Erziehungsanstalt für Mädchen, die von dem von Philippine Puchta und Maria Ackermann 1822 ins Leben gerufenen Frauen- und Jungfrauenverein gegründet worden ist. Durch Versteigerungen, Spenden und andere Aktivitäten finanziert der Verein seine Arbeit.
Die Rettungshäuser in Erlangen und Nürnberg sind die ersten Einrichtungen in Bayern, die der evangelischen „Liebesthätigkeit“ im Sinne der späteren „Inneren Mission“ zugeordnet werden können. Davon ausgehend, entwickeln sich weitere diakonische Aktivitäten, wie das 1841 gegründete (paritätische) Rettungshaus in Bayreuth, das vom dortigen Armenpflegschaftsrat und dem Jean-Paul-Verein getragen wird.

### 1848: Das Jahr der Revolution
Das Revolutionsjahr 1848 scheint verschiedenen kirchlichen Kreisen eine gute Gelegenheit zu sein, die verschiedenen evangelischen Landeskirchen zu einer gemeinsamen evangelischen Kirche in Deutschland zu vereinen – ein Vorhaben, das später freilich scheitert. Im Herbst 1848 wird darum in Wittenberg ein Kirchentag einberufen, der später für die innere Mission in Deutschland von großer Bedeutung werden sollte. Zwar steht ursprünglich das Thema „Liebestätigkeit“ nicht auf der Tagesordnung, doch gelingt es Johann Hinrich Wichern (1808–1881) aus Hamburg, seine Sache zur Sprache zu bringen.
In Hamburg hatte Wichern die Folgen der gesellschaftlichen Veränderungen erlebt, und als Reaktion darauf das „Rauhe Haus“ gegründet, eine Einrichtung für „verwahrloste Kinder und Jugendliche“, die dort auch die Möglichkeit zur Ausbildung erhielten. In Berlin gründete Wichern einige Jahre später das Johannes-Stift, eine diakonische Einrichtung, die ebenfalls bis heute existiert.
In einer berühmt gewordenen Stegreifrede formuliert Wichern auf dem Kirchentag das Programm der „Inneren Mission in Deutschland“, das er im folgenden Jahr in einer Denkschrift festhielt. Einer der zentralen Sätze lautete „Die Liebe gehört mir wie der Glaube“.
Im Anschluss an den Kirchentag wird der „Centralausschuß für Innere Mission“ gegründet, der erstmals am 11. und 12. November 1848 in Berlin zusammentritt und dessen Statuten im Januar 1849 beraten und beschlossen werden. Er soll zukünftig die Vertretung diakonischer Initiativen und Einrichtungen der Inneren Mission in ganz Deutschland übernehmen, sie vernetzen und ihre Aktivitäten koordinieren.
Eine weitere wegweisende Leistung der Zeit ist Theodor Fliedner (1800–1864) zu verdanken. Seit 1822 wirkt er in Kaiserswerth bei Düsseldorf, einer verarmten Diasporagemeinde. Auf einer Kollektenreise, die ihn über die Niederlande nach England führt, gewinnt er mannigfaltige Eindrücke von der dortigen sozialen Lage. Er lernte auch Elisabeth Fry (1780–1845) kennen, die sich seit 1817 für die weiblichen Strafgefangenen in England einsetzt. Angeregt und beeindruckt von den Erfahrungen seiner Reise, richtet Fliedner 1833 ein Asyl für entlassene weibliche Strafgefangene ein. 1836 eröffnet er ein Krankenhaus und beginnt mit der Ausbildung von „evangelischen Pflegerinnen“. Dies ist die Geburtsstunde der weiblichen Diakonie in Deutschland. Das Fliedner’sche Modell der Diakonissenausbildung findet im deutschen Raum viele Nachahmer und breitet sich rasch durch die Gründung neuer Mutterhäuser aus.

### Gründungen in Bayern
Ermutigt durch den Erfolg auf dem Wittenberger Kirchentag reist Johann Hinrich Wichern im Juni 1849 durch Bayern, nachdem er zuvor bereits andere deutsche Bundesstaaten besucht hat. Auf diese Weise will er seine Vorstellungen und Ideen über die Aufgabe der Inneren Mission bekannt machen und dafür werben. Sein Konzept sieht vor, dass die diakonische und soziale Arbeit von freiwilligen Vereinen übernommen wird, die zwar im Raum der Kirche angesiedelt sind, jedoch nicht von der jeweiligen Landeskirche getragen wurden. Vielmehr soll die Arbeit der Vereine von außen der Erneuerung der Kirche dienen. Seine Reise führt Wichern durch die wichtigsten bayerischen Städte. Aus Würzburg, Erlangen, Nürnberg, Augsburg und München berichtete er über seine Eindrücke. Noch im Juni 1849 äußert er sich euphorisch: „... ich bin hier gegenwärtig mit der Eroberung Bayerns für die Innere Mission beschäftigt. In Würzburg, Zeilitzheim, Erlangen, Nürnberg habe ich bis jetzt acht öffentliche Vorträge gehalten und die Zeilitzheimer Konferenz hat sich angeschlossen [an den Centralausschuss] ... In Erlangen ist alles für die Sache selbst gewonnen, Männer und alle Fakultäten etc. Ich hoffe daselbst ... auch die Errichtung einer Brüderanstalt [mit Rettungsanstalt] angebahnt [zu haben], dasselbe vielleicht auch in Nürnberg.“
Im Anschluss an Wicherns Werbereise werden überall in den fränkischen Gebieten verschiedene diakonische Einrichtungen gegründet. So entstehen Rettungshäuser wie das Trautberger Haus bei Castell, in Erlangen wird die Puckenhofer Brüderanstalt errichtet, die ebenfalls mit einem Rettungshaus verbunden ist, das in 1850 in Schallershof gegründet worden ist. Konzipiert wird die Brüderanstalt von dem Erlanger Stadtvikar Julius Schunck (1822–1857) nach dem Vorbild des Rauhen Hauses in Hamburg.
Über die Erfolge in Bayern berichten die „Fliegenden Blätter“ des Rauhen Hauses – eine regelmäßige, von Wichern herausgegebene Publikation für Freunde, Förderer und Spender – im Jahr 1849 über die Innere Mission in Bayern: „… herzlich freue ich mich bei dieser Gelegenheit, Ihnen einige erfreuliche Notizen aus Bayern mittheilen zu können. Sie wissen, daß unser Land für die innere Mission bisher fast eine terra incognita gewesen. Zwar fehlt es nicht an einzelnen Anstalten und Bestrebungen ... doch im Vergleiche zu unserem so gesegneten Nachbarlande Württemberg, oder dem größeren Theile Norddeutschlands dürfte obige Behauptung kaum als zu stark erfunden werden.“

### Die diakonische Arbeit Wilhelm Löhes

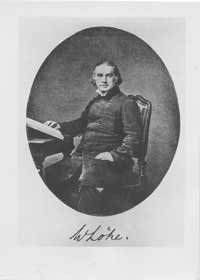
Einer der Väter der Diakonie in Bayern: Wilhelm Löhe

Hatte Wichern zu Beginn seiner Reise durch Bayern noch sehr positiv über seine Erfolge geschrieben, stieß er doch schon bald auf den Widerstand des Kreises um den fränkischen Pfarrer Wilhelm Löhe. 1808 in Fürth geboren, wurde Löhe 1837 Pfarrer in dem fränkischen Dorf Neuendettelsau. In dieser Stellung blieb er bis zu seinem Lebensende im Jahr 1872. Wilhelm Löhe und sein Freundeskreis, in der Regel Lutheraner, verfolgten die Aktivitäten Johann Hinrich Wicherns sehr genau. Er selbst hatte das Rauhe Haus in Hamburg anlässlich seines Besuches im Jahre 1848, bei dem Wichern allerdings nicht zugegen war, aus eigener Anschauung kennen gelernt. Die strengen Lutheraner sahen in Wicherns Wirken eine Gefährdung ihres lutherischen Bekenntnisses. Außerdem zielte Löhe auf eine engere Einbeziehung der evangelischen Kirchengemeinden. Der vereinsmäßig organisierten Diakonie im Sinne Wicherns stand er zunächst ablehnend gegenüber. An einen Freund schreibt er über Wichern: „Ich ziele auf Wichern. Du traust mir vielleicht einigen Sinn für die Not zu, welche uns allenthalben umgibt, und daß ich nicht gerne fehlen mag, wo es etwas zur Minderung der Not zu tun gibt, glaubst Du vielleicht auch. Dennoch ist der Wichernsche Plan ein verfänglicher und gefährlicher. Nicht die Werke sollen unterbleiben, aber der Plan ist falsch.“
Sichtbares Zeichen der von Wilhelm Löhe vertretenen Gegenposition ist die Vereinigung der bisher lose um ihn versammelten Kreise von Lutheranern zur „Gesellschaft für innere Mission im Sinne der lutherischen Kirche“ am 12. September 1849.
In einer Rückschau legt Löhe nochmals die Motive dar, die ihn dazu bewegen. „Ich gestehe es gerade heraus, daß ich bei der Gründung der Gesellschaft für innere Mission und später des Diakonissenhauses zunächst keine andere Absicht hatte als die, mich für meine heimatlichen Gegenden in Sachen der inneren Mission und des Diakonissentums der unierten Strömung (gemeint ist Wichern!) in den Weg zu legen.“
In Neuendettelsau ruft Löhe am 9. Mai 1854 die erste Diakonissenanstalt in Bayern ins Leben, die sich zu einem Zentrum diakonischer Arbeit in Bayern entwickelt. Nach der Ausbildung zur Diakonisse arbeiten die Schwestern in Dörfern und Städten Bayerns (und darüber hinaus) in Krankenhäusern, Kindergärten oder in der Gemeindearbeit sowie in den Einrichtungen für Menschen mit Behinderung, Senioreneinrichtungen, Fürsorgeerziehung in Neuendettelsau. Die Diakonissentracht wird so zum Kennzeichen diakonischer Arbeit.
Nahezu zeitgleich entsteht in Augsburg die zweite bayerische Diakonissenanstalt. Am 15. Oktober 1855 nimmt sie ihre Arbeit auf, initiiert vom ortsansässigen St. Johannis-Zweigverein.

### Ein gemeinsames Dach: Die Conferenz für Innere Mission
In verschiedenen deutschen Staaten ist es bereits in der Zeit nach 1848 zu Zusammenschlüssen gekommen, die die einzelnen Einrichtungen und Vereine zusammenfassten, ohne aber deren Eigenständigkeit aufzulösen. In Bayern fand die Bildung eines übergeordneten Dachverbandes für die einzelnen Vereine und Einrichtungen der Diakonie und der Inneren Mission jedoch erst sehr spät statt.
Von Seiten des „Centralauschußes für Innere Mission“ in Berlin werden in den 60er Jahren des 19. Jahrhunderts festangestellte Geistliche in die verschiedenen deutschen Länder geschickt, um dort für die Arbeit der Inneren Mission und Diakonie zu werben und diese weiter bekannt zu machen. Einer von ihnen, Pastor Johann Hesekiel, besucht im Jahre 1863 Bayern. Ein Ziel seiner Reise ist es, geeignete Persönlichkeiten zu finden, die den „Centralausschuß“ in Bayern vertreten und gleichzeitig einen Zusammenschluss der verschiedenen bayerischen diakonischen Vereine und Träger in die Wege leiten sollen. Er findet sie in der Person von Karl Buchrucker (1824–1899), der seit 1863 in Nördlingen als Pfarrer arbeitet. In dieser Zeit tritt Buchrucker vor allem mit religionspädagogischen Arbeiten hervor und erarbeitet sich auf diesem Gebiet einen anerkannten Ruf durch zahlreiche Publikationen.
In Nördlingen nimmt sich Buchrucker auch der Arbeit der „Inneren Mission“ an, mit der er bereits in seiner Studienzeit in Erlangen über den dortigen Armenverein in Kontakt gekommen ist. In Nördlingen lernt er auch die Arbeit der Neuendettelsauer Diakonissen kennen, denn dort ist auf Initiative eines Freundes Wilhelm Löhes im Jahre 1859 eine Kinderkrippe eingerichtet worden. Die Betreuung der Kinder haben Diakonissen aus Neuendettelsau übernommen. Auf diese Weise kommt Buchrucker mit der Diakonie Wilhelm Löhes in Kontakt.
Im Frühling des Jahres 1864 stellte sich der Nördlinger Pfarrer für die Vertretungsaufgabe zur Verfügung und wird offizieller Agent des Berliner „Centralausschusses“.
In der Frage der Zusammenführung der einzelnen diakonischen Einrichtungen verhält sich Buchrucker allerdings anfänglich sehr zögerlich. Er will durch ein einseitiges Vorgehen die Kluft zwischen den Kreisen um Wilhelm Löhe in Neuendettelsau und den Anhängern der Wichernschen Inneren Mission, die in Erlangen ihr geistiges Zentrum haben, nicht vergrößern. Spannungen zwischen den beiden Richtungen existieren bereits seit der Wichern-Reise durch Bayern im Jahre 1849.
In den folgenden Monaten gelingt es ihm jedoch, die verschiedenen Gruppierungen zu einem Zusammenschluss in Form einer losen Konferenz zu bewegen. Die „Gesellschaft für innere Mission“, in der sich die Kreise um Löhe formiert hatten, sichert zu, dass sie dem Zusammenschluss befürworten werde, ohne allerdings selbst daran teilzunehmen. In einem Schreiben im Februar 1866 an Johann Hinrich Wichern äußert sich Wilhelm Löhe persönlich über den geplanten Zusammenschluss der Einrichtungen der Inneren Mission. „Alles was Sie wollen und was ohne Herstellung einer organischen Verbindung, welche dem ausgesprochenen Grundgedanken der beiden Gesellschaften für innere Mission und weibliche Diakonie im Sinne der lutherischen Kirche, wie wir dieselben in Bayern nun schon solange haben, widerspricht, geschehen kann, wollen wir gerne tun. Wir wünschen selbst von Herzen, daß ein Sammelpunkt alle möglichen Nachrichten und Werke der Barmherzigkeit entstehe.“ Deutlich gibt Löhe seiner Haltung Ausdruck, dass die einzelnen diakonischen Initiativen eine bessere Informationspolitik beziehungsweise einen Austausch untereinander bedürfen, um die eigene Wirksamkeit der Arbeit zu intensivieren.
Das erste Zusammentreffen findet im Oktober 1866 in Baiersdorf bei Erlangen statt. Buchrucker betont in seiner Eröffnungsansprache, dass es sich bei dieser Konferenz um einen losen Zusammenschluss handeln sollte. So entsteht die „Conferenz für innere Mission“, die Vorstufe des späteren Landesvereins für Innere Mission. In Form einer Wanderkonferenz treffen sich die bayerischen Vertreter der Inneren Mission von jetzt an jährlich, um sich über die verschiedenen aktuellen Fragen auszutauschen und zu beraten. Wie wichtig dieser Informationsaustausch ist, zeigt das Beispiel der Augsburger Diakonissenanstalt. Buchrucker bietet dem Leiter 1873 an, auf der Conferenz für innere Mission die Augsburger Einrichtung vorzustellen. Mit Erschrecken muss er feststellen, dass vielen Teilnehmern die Existenz einer derartigen Einrichtung in Augsburg unbekannt ist.

### Die Gründung des Landesvereins für Innere Mission in Bayern
Abgelöst wird die „Conferenz für innere Mission“ im Jahr 1886 mit der Gründung des Landesvereines für Innere Mission in Nürnberg. Mit ihm will man einen festen Rahmen schaffen, in dem der regelmäßige Austausch stattfinden soll. Zukünftig soll der Landesverein die entsprechenden Koordinierungsaufgaben für die einzelnen Einrichtungen übernehmen. Bei der Gründung handelt es sich jedoch nicht um einen neuen großen Aufbruch der Inneren Mission in Bayern. Es sind vielmehr die veränderten gesellschaftlichen und sozialen Rahmenbedingungen, die einen derartigen organisatorischen Zusammenschluss notwendig machen. Schon ein Jahr später, 1887, haben sich 11 Vereine dem Landesverband angeschlossen (München, Nürnberg, Kirchsittenbach, Ahornberg, Windsheim und Ingolstadt als Lokalvereine und Seibelsdorf, Markteinersheim, Hersbruck, Kreuzwertheim und Pappenheim als Distriktsvereine). Die Anstellung eines eigenen hauptamtlichen Vereinsgeistlichen allerdings erweist sich aus finanziellen Gründen als schwierig. Die Stellung wird 1890 von Pfarrer Ferdinand Reindel übernommen, der seit 1888 in Nürnberg tätig ist.
Drei Ziele verfolgt der Landesverein in seiner Anfangszeit. Die vorhandenen diakonischen Einrichtungen, Vereine und Dienste sollen von Nürnberg aus koordiniert werden, es sollen neue Arbeitsgebiete erschlossen bzw. gefördert werden. Und schließlich will man eine eigene Diakonenanstalt errichten.
Letzteres kann Reindel bereits 1890 umsetzen: In Nürnberg wird eine Diakonenanstalt ins Leben gerufen, die im Jahre 1905 nach Rummelsberg, in der Gemeinde Feucht gelegen, übersiedelt. Die Arbeit der Landesdiakonenanstalt in Rummelsberg wächst in den folgenden Jahren immer weiter an und wird bis zum Jahre 1947 ein wichtiger Bestandteil der Arbeit des Landesvereines. Dann wird die Arbeit der Rummelsberger Anstalten eigenständig und vom Landesverein gelöst.
Mit der Gründung des Landesvereins für Innere Mission wird erstmals ein Verband geschaffen, der versucht, die verschiedenen diakonischen Initiativen in Bayern unter einem Dach zu vereinigen. Die angeschlossenen Vereine und diakonischen Träger aber bleiben mit Ausnahme der Rummelsberger Diakonenanstalt rechtlich eigenständige Einrichtungen. Heute wird die Arbeit des Landesvereines für Innere Mission durch das Diakonische Werk Bayern fortgesetzt.

### Die Diakonie in der Weimarer Republik: Die Wohlfahrt entsteht
Die Geschichte der bayerischen Diakonie in diesem Zeitraum müssen im Kontext der übergeordneten Entwicklungen in Deutschland betrachtet werden. Denn die Voraussetzungen und gesetzlichen Grundlagen, die zum Weimarer Wohlfahrtsstaat führen, werden auf Reichsebene gelegt und entsprechend in den nachfolgenden Instanzen umgesetzt.
Die Weichenstellungen für den massiven Ausbau der staatlich organisierten Wohlfahrtspflege finden im Ersten Weltkrieg statt. Die lange Kriegszeit, die neue Form der Kriegsführung mit ihren Materialschlachten und den langen Stellungsgefechten führen zur Mobilisierung aller Kräfte. Alle müssen ihren Beitrag zu diesem Kraftakt leisten, denn ohne die Ausnützung aller Ressourcen scheinen die Kriegslasten nicht getragen werden zu können. Um auch die Arbeiterschaft in diesen Prozess einzubinden, müssen allerdings politische und soziale Zugeständnisse von Seiten der Regierung gemacht werden. Viele Forderungen, die während der Kaiserzeit nur am Rande wahrgenommen worden wären, werden nun auf Betreiben der Gewerkschaften umgesetzt, wie etwa die Anerkennung von Tarifverträgen.
Daneben tritt der Staat immer mehr als Regulierungsbehörde auf, wie etwa bei der Arbeitsvermittlung. Aber auch die kommunale Fürsorge wird umfassend reformiert. Hinzu kommen verschiedene neue gesellschaftliche Gruppen, die der Fürsorge bedürfen. Viele Familien geraten durch die Einberufung des Mannes zum Kriegsdienst in soziale und materielle Notlagen und sind auf öffentliche Unterstützung angewiesen. Es entsteht eine spezielle Kriegsfürsorge. Hinzu kommen die Kriegsopfer mit ihren körperlichen Behinderungen oder die Kriegswitwen und -waisen, Menschen, die unverschuldet in eine Notlage geraten sind. Um ein Abgleiten dieser Gruppen in die traditionelle Armenfürsorge zu vermeiden, werden diesen höhere Fürsorgeleistungen gewährt. Dazu kommt auch eine mentale Einstellung: Die Notlage der Menschen wird – anders als früher – zunehmend respektiert.
Die neuen Fürsorgeleistungen führen ebenfalls zu einer Vergrößerung der Zuständigkeitsbereiche des Staates, der damit bereits die Wurzeln zum künftigen Wohlfahrtsstaat legt. Die ehemalige Fürsorge, die nur entsprechende Teilbereiche von Notlagen ins Auge gefasst hat, erfährt so einen Modernisierungsschub. Die Weimarer Republik, die aus dem Deutschen Reich nach dem Kriegsende und der Revolution 1918 hervorgeht, nimmt diese Entwicklungen auf und formt durch die entsprechende Gesetzgebung den Wohlfahrtsstaat.
In der Weimarer Verfassung vom 11. August 1919 wird zudem die Trennung von Kirche und Staat festgelegt. Die Innere Mission wird allerdings nicht in die Kirchenverfassung aufgenommen.
Auch für die bayerische Landeskirche bringen die politischen Umwälzungen der Jahre 1918 und 1919 entscheidende Änderungen mit sich. Durch den Untergang der Monarchie eingeleitet, kommt es in der neuen Staatsverfassung in Bayern zu einer Trennung von Kirche und Staat, der rechtlich durch die Verfassungsgebung der lutherischen Landeskirche im Jahre 1920 zustande kommt. Auch in den Verhandlungen zwischen dem bayerischen Staat und der Kirchenleitung wird die Diakonie den inneren kirchlichen Angelegenheiten zugerechnet, so dass die Belange der Diakonie nur in übergeordneten Punkten zur Sprache kommen.
Die Befürchtungen, dass der neue Staat die Arbeit der kirchlichen und freien Wohlfahrtsverbände übernehmen oder einschränken könnte, erweisen sich als unbegründet. Das Recht aller Bürger auf Staatsfürsorge in Notfällen erfordert es vielmehr, dass der Staat die verschiedenen Wohlfahrtsverbände deutlich einbezieht. Seit der Mitte der 20er Jahre werden in immer größeren Maße die Arbeit der Wohlfahrtsverbände, also auch der diakonischen Einrichtungen, finanziell vom Staat unterstützt.
Mit der Gründung der Deutschen Liga der Wohlfahrtsverbände im Jahre 1925, bestehend aus den fünf großen Verbänden Caritas, Innere Mission, Deutsches Rotes Kreuz, der Vereinigung der freien gemeinnützigen Wohlfahrtseinrichtungen Deutschlands (seit 1932 Paritätischer Wohlfahrtsverband) und der Zentralwohlfahrtsstelle der deutschen Juden, kommt es zur Bildung einer Einrichtung, die die Belange der einzelnen Verbände gegenüber den Behörden vertreten sollte. Maßgeblich an der Entstehung sind der Caritasverband und die Innere Mission, vertreten durch den Centralausschuß beteiligt. Die zukünftigen Ergebnisse der Verhandlungen zwischen der Deutschen Liga der Wohlfahrtsverbände und den staatlichen Behörden betreffen somit auch alle diakonischen Träger, seien es Vereine oder Anstalten. Dazu zählen etwa die „Reichsverordnung über die Fürsorgepflicht“ (1924) und das „Reichsjugendwohlfahrtsgesetz“ (1922).
In der Zeit der Weimarer Republik kommt es so zu einer immensen Vergrößerung der Arbeitsgebiete und -felder der Wohlfahrtspflege und somit auch zu einer Stärkung und Erweiterung der diakonischen Einrichtungen – auch in Bayern.
Die großen diakonischen Träger, die Diakonissenanstalt Neuendettelsau, die Diakonissenanstalt Augsburg oder die Landesdiakonenanstalt Rummelsberg, können seit der Mitte der 20er Jahre ihre diakonische Arbeit ausbauen und intensivieren. Bis dahin haben auch sie mit den wirtschaftlichen schlechten Zeiten und der Inflationszeit und den daraus resultierenden Problemen zu kämpfen, die wichtige Investitionen blockiert oder nicht möglich gemacht haben. Gerade die großen Träger, in der Regel die Anstalten, profitieren vom Weimarer Wohlfahrtsstaat.

### Dunkle Jahre: Die Diakonie im Dritten Reich
Die Weltwirtschaftskrise im Jahre 1929 hat für den Weimarer Wohlfahrtsstaat katastrophale Folgen. Die Massenarbeitslosigkeit entzieht der Sozialpolitik die entscheidende Grundlage – einen funktionierenden Arbeitsmarkt. Den Höhepunkt erreicht die Arbeitslosigkeit im Jahr 1930. Sechs Millionen Menschen haben keine Arbeitsstelle. Der Staat kann seine Unterstützungsarbeit nicht mehr entsprechend wahrnehmen und gerät mehr und mehr in die Kritik. Von dieser Entwicklung sind auch die Einrichtungen der Inneren Mission betroffen, die mittlerweile auf die staatlichen Zahlungen angewiesen sind. Hinzu kommt, dass durch den Konkurs der „Devaheim“, der Bausparkasse der Inneren Mission, das Vertrauen in die Leistungen der Diakonie merklich nachgelassen hat. Im sogenannten Devaheim-Skandal hatten Tausende Kleinanleger ihre Ersparnisse verloren.
Das Aufkommen der NSDAP um Adolf Hitler, die bei den Reichstagswahlen (1928, 1930, 1932) immer mehr Stimmen hinzugewinnen konnte und 1932 stärkste Partei im Reichstag wird, wird auch in den Kreisen der bayerischen Diakonie und lutherischen Landeskirche aufmerksam beobachtet. Hitler findet bei vielen leitenden Persönlichkeiten der Kirche, in der Pfarrerschaft und auch bei der Inneren Mission Zustimmung.
Nach der Ernennung Adolf Hitlers zum Reichskanzler beginnt der Umbau des deutschen Staates. Das am 23. März 1933 erlassene Ermächtigungsgesetz bildet dabei die gesetzliche Grundlage; der politisch-gesellschaftliche Pluralismus wird aufgehoben.
Auch im Bereich der Kirche sieht die Politik Hitlers eine Umstrukturierung vor. Die 28 evangelischen Territorialkirchen in Deutschland sollen zu einer Reichskirche zusammengeschlossen werden. Unterstützung für diesen Kurs findet Hitler durch die Deutschen Christen, einer Bewegung innerhalb der verschiedenen evangelischen Landeskirchen, die sich im Frühjahr 1932 in Berlin formiert haben. Sie haben in ihren Richtlinien ebenfalls das Ziel einer einheitlichen Landeskirche festgelegt. Noch 1933 soll das Amt eines Reichsbischof für die evangelische Kirche eingeführt werden. Für diese Position hat Hitler den Königsberger Militärpfarrer Ludwig Müller vorgesehen. Um die Unabhängigkeit vom Staat zu wahren, stellen die Landeskirchen in der Person Friedrich Bodelschwinghs einen Gegenkandidaten auf, der allerdings nach verschiedenen Differenzen seine Kandidatur zurückzieht, so dass im September 1933 Ludwig Müller zum Reichsbischof gewählt wird. Trotzdem gelingt es nicht, die Gleichschaltung der evangelischen Kirche durchzusetzen. In vielen Gemeinden und Landeskirchen bilden sich Bewegungen, die die Gleichschaltungspolitik nicht akzeptieren und aus der sich später die Bekennende Kirche entwickelt.
Die Einrichtungen der Diakonie stehen vor der Gefahr der Gleichschaltung durch die „Nationalsozialistische Volkswohlfahrt“. Die NSV wird 1932 in Berlin mit dem Ziel gegründet, bedürftige Parteigenossen zu unterstützen. Nach der Machtübernahme 1933 gelingt es dem Leiter Erich Hilgenfeldt, die NSV in nur kurzer Zeit zu einer reichsweiten Organisation auszubauen. In diesen Zeitraum fällt auch die Gleichschaltung der „Deutschen Liga der freien Wohlfahrtspflege“. Im Januar 1934 legt der NSV einen Entwurf über eine Vereinbarung beider Organisationen vor, der im März zur Gründung einer Reichsgemeinschaft, die unter der Führung der NSV stand, führen soll.
Für die Einrichtungen der bayerischen Diakonie stellen diese Gleichschaltungsbemühungen eine ernste Bedrohung dar. So besteht die Gefahr, dass es zur Abgabe von Arbeitsfeldern an die NSV oder Enteignungen kommt. Um diesen Entwicklungen zuvorzukommen, sucht die Innere Mission in Bayern die Annäherung an die bayerische Landeskirche. Bereits im Mai 1933 formuliert Hans Lauerer, Rektor der Diakonissenanstalt Neuendettelsau, eine Erklärung, die die Innere Mission dem Landesbischof unterstellt. Die eigenständigen diakonischen Einrichtungen werden somit „fast handstreichartig“ dem Rechtsschutz der Landeskirche unterstellt. Von Seiten der Landeskirche wird am 28. Juni 1934 die Ordnung für Innere Mission erlassen, die diesen Vorgang auf rechtlichen Boden stellt. Da aber die meisten diakonischen Einrichtungen selbstständig sind, müssen diejenigen, die sich unter die Obhut der Landeskirche begeben wollen, dies schriftlich der Kirchenleitung gegenüber erklären. Die drei großen Träger, die Diakonissenanstalt Neuendettelsau, die Diakonissenanstalt Augsburg und die Rummelsberger Anstalten tun dies, Ausnahme bleibt das Gemeinschafts-Diakonissen-Mutterhaus Hensoltshöhe.
Die diakonischen Einrichtungen in Bayern können auf diese Weise ihre Existenz festigen und sichern, so dass während der Zeit der nationalsozialistischen Herrschaft die größten Träger und der Landesverein fortbestehen.
Die Hoffnungen auf eine Zusammenarbeit zwischen der Inneren Mission und dem NSV erfüllen sich indes nicht. In vielen Arbeitsgebieten kommt es zu massiven Einschränkungen, wie etwa dem evangelischen Schulwesen. Auch im Bereich der Kindererziehung wird massiv eingegriffen. In der Hitlerjugend und im Bund Deutscher Mädel entstehen Konkurrenzbewegungen zu den christlichen Jugendvereinen. Viele der evangelischen Kindergärten werden von der NSV übernommen.

### Neuanfang: Die Zeit nach 1945
Die Zeit nach dem Kriegsende 1945 und dem Ende der nationalsozialistischen Diktatur ist durch mehrere Faktoren gekennzeichnet. Für die weitere Entwicklung der Diakonie in ganz Deutschland prägend wird die Gründung des „Evangelischen Hilfswerkes für Deutschland“. Daneben stehen die Bemühungen der einzelnen diakonischen Einrichtungen, ihre Arbeit wieder neu zu organisieren und aufzubauen. Auch auf Landesebene müssen neue Strukturen gefunden werden.
Die diakonischen Einrichtungen sind in der ersten Nachkriegszeit damit bemüht, die Schäden des Krieges auszubessern. Etliche Gebäude sind durch die Bombardierung stark in Mitleidenschaft gezogen oder zerstört. Hinzu kommen die Schäden, die durch die Zweckentfremdung entstanden sind. Viele der Gebäude haben in der Kriegszeit und Nachkriegszeit eine Nutzungsänderung erfahren. So dienten Schulen als Lazarette. In den Pflegeanstalten im Bereich der Behindertenhilfe, die durch den Abtransport der behinderten und kranken Menschen in die Tötungsanstalten frei geworden sind, ziehen Umsiedler aus Bessarabien oder Südtirol ein. Auch die Kinderlandverschickung der Hitlerjugend hat Räumlichkeiten der Inneren Mission bezogen. Die Rückführung der Gebäude in den eigenen Besitzstand ist ein vorrangiges Anliegen der diakonischen Einrichtungen.
Hinzu kommt die große Notsituation in der Bevölkerung. Evakuierte und Flüchtlinge brauchen Unterstützung und Hilfe. Durch den Verlust großer Gebiete in den ehemaligen deutschen Ostgebieten und der damit verbundenen Vertreibung entstehen weitere soziale Problemfelder. Allein Bayern nimmt in der Nachkriegszeit fast zwei Millionen Vertriebene auf.
Gerade die Versorgung der Evakuierten, der Heimkehrer, der Vertriebenen und der Flüchtlinge wird zu einem Kennzeichen der Arbeit des Evangelischen Hilfswerks. Noch bevor im August 1945 das „Hilfswerk der Evangelischen Kirche in Deutschland“ gegründet wird, hat sich in Bayern im Juni 1945 bereits das „Hilfswerk der Inneren Mission in der Evang.-Luth. Kirche in Bayern“ konstituiert.
Seine Wirksamkeit entfaltet das Hilfswerk durch die Sammlung in den „Opferwochen“, die es bis heute gibt, und in der Verteilung von Hilfsgütern, welche nach Kriegsende durch ausländische Hilfsorganisationen nach Deutschland gebracht wurden. Denn die Kirchen haben eine Sonderstellung. Die Tatsache, dass die Kirchen – mit Ausnahmen der Bewegung der Deutschen Christen – nicht mit der nationalsozialistischen Regierung kooperiert haben, macht sie zum Ansprechpartner der Alliierten. Zudem sind die Kirchen die einzigen Organisationen die noch über ein zumindest halbwegs funktionierendes Infrastruktursystem verfügten, um eine gerechte Verteilung der Hilfsgüter, die meist aus dem Ausland kommen, in die Wege zu leiten.
Unter dem ersten Leiter Eugen Gerstenmaier entwickelt sich in den folgenden Jahren aus dem Hilfswerk eine Großorganisation, die neben und auch in Konkurrenz zur Inneren Mission steht. Erst im Jahre 1957 wird dieser Zustand durch die Zusammenführung beendet. Die Evangelische Kirche in Deutschland überträgt dem „Centralausschuß für Innere Mission“ die Aufgaben des Hilfswerkes. Unter dem neuen Namen „Innere Mission und Hilfswerk der Evangelischen Kirche in Deutschland“ nimmt der jetzt fusionierte Verband seine Tätigkeit auf. Im Jahre 1965 kommt es zu einer erneuten Namensänderung: Das Diakonische Werk – Innere Mission und Hilfswerk der Evangelischen Kirche in Deutschland, heute kurz als das Diakonische Werk der EKD bezeichnet.
In Bayern wird die Zusammenlegung des Hilfswerkes für Innere Mission in Bayern und der Inneren Mission bereits 1948 festgelegt. Auch die Umstrukturierung des „Landesvereins für Innere Mission“ zum „Landesverband der Inneren Mission“, die im Jahre 1947 begonnen worden ist und im folgenden Jahr umgesetzt wird, tragen dazu bei, die entsprechenden Voraussetzungen zu schaffen. Mit der Abgabe der Rummelsberger Anstalten an einen eigenen Trägerverein werden die rechtlichen Voraussetzungen geschaffen. Auch die anderen Einrichtungen, die der Landesverein bislang selbst geführt hat, werden nun den Rummelsberger Anstalten unterstellt, die sich zu einem der wichtigsten Träger diakonischer Arbeit entwickeln.
Der Landesverband soll nun nur Aufgaben eines Spitzenverbandes übernehmen und die entsprechenden Verbindungen zur Landesregierung aufbauen.

### Die Diakonie in der Bundesrepublik
Die Entwicklung der Diakonie wird in der zweiten Hälfte des 20. Jahrhunderts von der Sozialpolitik auf Bundesebene geprägt. So beschrieben das Bundessozialhilfegesetz und das Jugendwohlfahrtsgesetz im Jahr 1961 die Rolle der Träger diakonischer Einrichtungen sowie die Position der Hilfe Suchenden. Aufgrund des gesellschaftlichen Wandels, insbesondere aber wegen wachsenden Wohlstandes erfuhr die soziale Arbeit bis in die siebziger Jahre eine starke Ausweitung. Daran hatte auch die Diakonie Anteil. Verbunden damit war eine immer stärkere Ausdifferenzierung diakonischer Angebote. Der Landesverband der Diakonie in Bayern, das Diakonische Werk Bayern, zählt über 100 verschiedene Arbeitsfelder im Raum der Diakonie – von der AIDS-Beratung bis zum Zivildienst. Es gibt Beratungsdienste für Erziehungs-, Ehe-, Familien- und allgemeine Lebensfragen, Kindertagesstätten, Tagesstätten und Heime der Jugendhilfe, Schulen und Internate, Behindertenhilfe, Altenhilfe, psychosoziale Hilfen oder die Betreuung von Ausländern sowie von Asylbewerbern.
Gleichzeitig verändert sich das Gesicht der Diakonie. Immer weniger Frauen wählen den Weg in eine diakonische Gemeinschaft; die Zahl der Diakonissen ist entsprechend seit vielen Jahren stark rückläufig. Im Raum der Diakonie entstehen neue Berufsbilder, und mit eigenen Ausbildungsstätten engagieren sich diakonische Träger für den Nachwuchs. Das Zusammenwachsen Europas, die Öffnung Ost- und Mitteleuropas und der Zerfall der Sowjetunion hat schließlich dazu geführt, dass sich viele diakonische Träger auch außerhalb Deutschlands engagieren. Sie handeln damit in der Tradition ihrer Gründer. Bereits Wilhelm Löhe hat Diakonissen nicht nur nach Amerika oder Frankreich, sondern auch nach Osteuropa entsandt.